# Flying Dream 1
Flying Dream 1 es el noveno álbum de estudio de la banda británica de rock alternativo Elbow. Fue publicado el 19 de noviembre de 2021 a través de Polydor Records.

## Composición y grabación
Flying Dream 1 se escribió de forma remota durante la pandemia de COVID-19, con cada miembro de la banda componiendo música en sus hogares en Mánchester y Londres, e intercambiando sus ideas en línea con los otros miembros. Luego, las canciones se completaron y grabaron en el Theatre Royal en Brighton mientras aún estaba cerrado y vacío, como resultado de la pandemia. El cantante Guy Garvey declaró que la escritura de Flying Dreams 1 había sido influenciada por “álbumes completamente silenciosos y pacientes” de artistas como Chet Baker, Van Morrison, John Martyn, Kate Bush, PJ Harvey, Talk Talk y The Blue Nile.

## Lista de canciones
Todas las letras escritas por Guy Garvey; toda la música compuesta por Elbow.
1. «Flying Dream 1» – 4:34
2. «After the Eclipse» – 4:18
3. «Is It a Bird» – 4:12
4. «Six Words» – 5:06
5. «Calm and Happy» – 3:06
6. «Come On, Blue» – 5:19
7. «The Only Road» – 4:23
8. «Red Sky Radio (Baby Baby Baby)» – 4:08
9. «The Seldom Seen Kid» – 4:18
10. «What Am I Without You» – 5:08

## Créditos
Créditos adaptados desde las notas de álbum.
Elbow
- Guy Garvey – voz principal y coros
- Craig Potter – teclado
- Mark Potter – guitarras
- Pete Turner – guitarra bajo

Personal adicional
- Sarah Field – clarinete, saxofón
- Jesca Hoop – coros
- Alex Reeves – batería, percusión
- Wilson Atie, Adeleye Omotayo y Marit Røkeberg – coros

## Posicionamiento
| Gráfica (2021)                          | Pico de posición |
| --------------------------------------- | ---------------- |
| Bélgica (Flandes) (Ultratop 200 Albums) | 26               |
| Bélgica (Valonia) (Ultratop 200 Albums) | 125              |
| Países Bajos (Album Top 100)            | 16               |
| Alemania (Offizielle Top 100)           | 50               |
| Irlanda (Ireland Compilation Albums)    | 39               |
| Escocia (Scottish Albums Chart)         | 8                |
| Suiza (Schweizer Hitparade)             | 41               |
| Reino Unido (UK Albums Chart)           | 7                |